# 29852 Niralithakor
A 29852 Niralithakor (ideiglenes jelöléssel (29852) 1999 FD26) a Naprendszer kisbolygóövében található aszteroida. A LINEAR projekt keretében fedezték fel 1999. március 19-én.